# Jocurile Olimpice de vară din 1964
A XVIII-a ediție a Jocurilor Olimpice s-a desfășurat la Tokyo, Japonia în perioada 10 octombrie - 24 octombrie 1964. Tokyo a obținut dreptul de a organiza jocurile olimpice în 1958 în detrimentul orașelor Detroit, Buenos Aires și Viena. A fost pentru prima dată când Jocurile Olimpice s-au desfășurat în Asia. Ceremonia a fost deschisă de împăratul Hirohito.
Au participat 93 de țări și 5.140 de sportivi care s-au întrecut în 163 de probe din 19 sporturi.

## Sporturi olimpice
| - Atletism - Baschet - Baseball (demonstrativ) - Box - Budo (demonstrativ) - Caiac canoe | - Canotaj - Ciclism - Echitație - Fotbal - Gimnastică - Haltere | - Hochei pe iarbă - Judo - Lupte - Natație - Navigație - Pentatlon modern | - Polo pe apă - Sărituri în apă - Scrimă - Tir - Volei |

## Clasamentul pe medalii

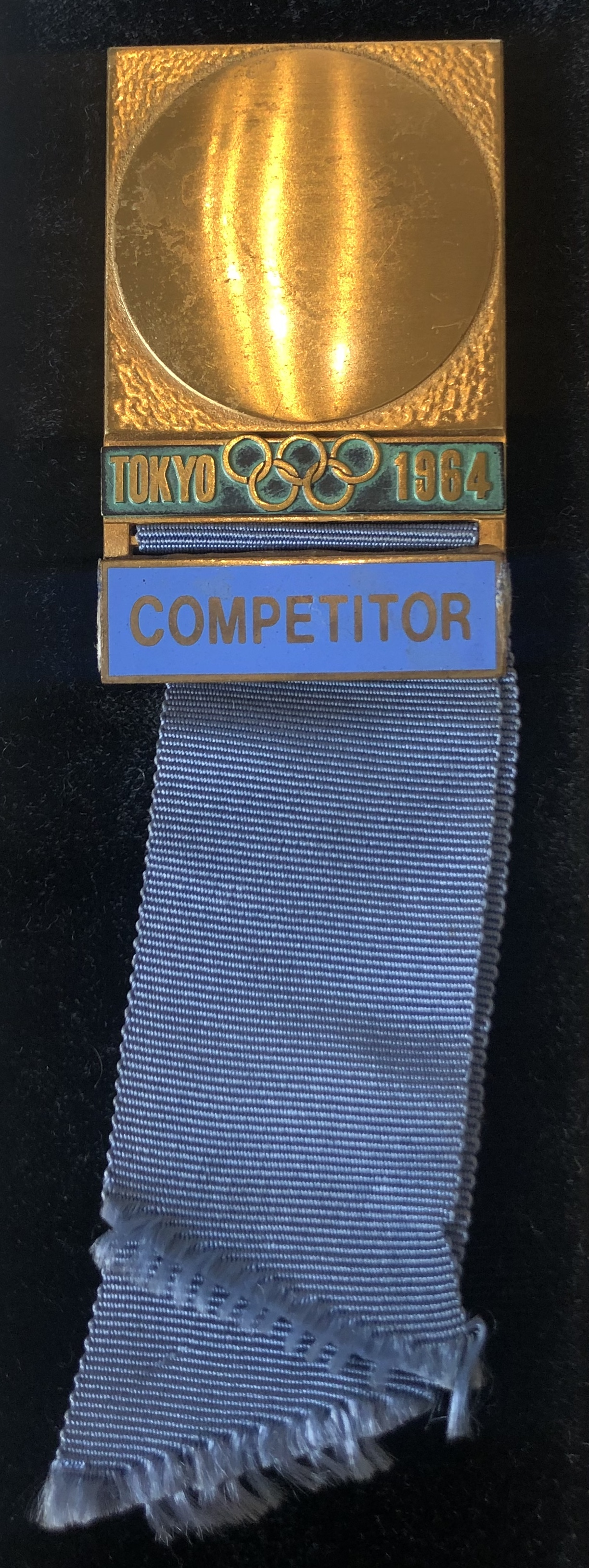

(Țara gazdă apare cu aldine.)
| Jocurile Olimpice 1964 |                |     |        |       |       |
| Poz.                   | Țară           | Aur | Argint | Bronz | Total |
| 1                      | Statele Unite  | 36  | 26     | 28    | 90    |
| 2                      | URSS           | 30  | 31     | 35    | 96    |
| 3                      | Japonia        | 16  | 5      | 8     | 29    |
| 4                      | Germania       | 10  | 22     | 18    | 50    |
| 5                      | Italia         | 10  | 10     | 7     | 27    |
| 6                      | Ungaria        | 10  | 7      | 5     | 22    |
| 7                      | Polonia        | 7   | 6      | 10    | 23    |
| 8                      | Australia      | 6   | 2      | 10    | 18    |
| 9                      | Cehoslovacia   | 5   | 6      | 3     | 14    |
| 10                     | Marea Britanie | 4   | 12     | 2     | 18    |

## România la JO 1964
|         | Gold | Silver | Bronze | Total |
| ------- | ---- | ------ | ------ | ----- |
| România | 2    | 4      | 6      | 12    |

România s-a clasat pe poziția a 14-a în clasamentul pe medalii
A fost a șaptea ediție a Jocurilor Olimpice la care România a participat.